# Trioceros feae
Trioceros feae es una especie de escamosos de la familia Chamaeleonidae.

## Distribución geográfica
Es endémica de las selvas de la isla de Bioko (Guinea Ecuatorial).

## Estado de conservación
Se encuentra amenazada por la pérdida de su hábitat natural y por el comercio como animal de compañía.